# Až si pro mě přijdou
Až si pro mě přijdou je první kompilační album Michala Prokopa a skupiny Framus Five. Vydáno bylo v roce 1990 Pantonem, v reedici vyšlo roku 1996 u labelu Bonton Music. Představuje výběr předchozích tří studiových alb Kolej Yesterday (1984), Nic ve zlým, nic v dobrým (1987) a Snad nám naše děti… (1989).

## Skladby
1. Hospoda na věčnosti (J. Hrubý, P. Šrut) 3:00
2. Odjezd (P. Skoumal, J. Kainar) 4:49
3. Bitva o Karlův most (J. Hrubý, P. Šrut) 4:15
4. Kolej Yesterday (P. Skoumal, P. Šrut) 4:49
5. V baru jménem „Krásný ztráty“ (M. Prokop, P. Šrut) 4:26
6. Blues o spolykaných slovech (M. Prokop, J. Žáček) 5:00
7. Stínový divadlo (M. Prokop, J. Burian) 3:07
8. Yetti blues (M. Prokop, P. Šrut) 4:05
9. Nic ve zlým, nic v dobrým (M. Prokop, P. Šrut) 4:56
10. Kamarádi (V. Merta, V. Merta) 5:19
11. Galileo (J. Hrubý, J. Burian) 4:47
12. Soukromá válka (M. Prokop, A. Charvát, J. Burian) 4:56
13. Snad nám naše děti prominou (M. Prokop, V. Merta) 5:36